# Giljarovia stridula
Espèce
Synonymes
- Malekia stridula Kratochvíl, 1958

Giljarovia stridula est une espèce d'opilions dyspnois de la famille des Nemastomatidae.

## Distribution
Cette espèce est endémique du kraï de Krasnodar en Russie. Elle se rencontre vers Krasnaja Poljana.

## Description
La femelle holotype mesure 1,92 mm.

## Systématique et taxinomie
Cette espèce a été décrite sous le protonyme Malekia stridula par Kratochvíl en 1958. Elle est placée dans le genre Giljarovia par Gruber en 1976.

## Publication originale
- Kratochvíl, 1958 : « Jeskynní sekáči Bulharska (Palpatores — Nemastomatidae). Höhlenweberknechte Bulgariens (Palpatores–Nemastomatidae). » Práce Brněnské základny Československé akademie věd, vol. 30, no 12, p. 523-576.